# Liste der Wappen im Landkreis Potsdam-Mittelmark
Diese Liste zeigt die Wappen der Ämter, Städte und Gemeinden sowie Wappen von ehemals selbständigen Gemeinden und aufgelösten Landkreisen im Landkreis Potsdam-Mittelmark in Brandenburg.

Wappen des Landkreises Potsdam-Mittelmark[1]
Der Landkreis Potsdam-Mittelmark in Brandenburg
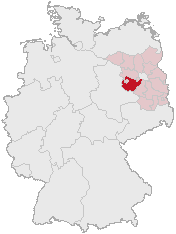
Der Landkreis Potsdam-Mittelmark in Deutschland

## Wappen der Ämter
Die Ämter im Landkreis führen kein Wappen.

## Wappen Städte und Gemeinden
Folgende Gemeinden führen kein Wappen:
| - Beetzsee - Beetzseeheide - Bensdorf - Borkwalde - Buckautal - Golzow - Gräben - Groß Kreutz (Havel) | - Havelsee - Linthe - Mühlenfließ - Nuthetal - Planebruch - Planetal - Päwesin | - Rabenstein/Fläming - Rosenau - Roskow - Schwielowsee - Wenzlow - Wiesenburg/Mark - Wollin |

- Stadt
Beelitz[2]
- Kreisstadt
Bad Belzig[3]
- Gemeinde
Borkheide[4]
- Stadt
Brück
- Gemeinde
Görzke[5]
- Gemeinde
Kleinmachnow[6]
- Gemeinde
Kloster Lehnin[7]
- Gemeinde
Michendorf[8]
- Stadt
Niemegk[9]
- Gemeinde
Seddiner See[10]
- Gemeinde
Stahnsdorf[11]
- Stadt
Teltow[12]
- Stadt
Treuenbrietzen[13]
- Stadt
Werder (Havel)[14]
- Gemeinde
Wusterwitz
- Stadt
Ziesar[15]

## Wappen ehemaliger Ämter

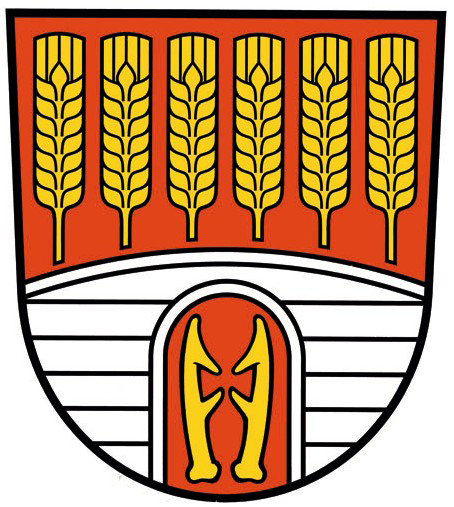
Amt Rehbrücke

## Wappen ehemaliger Städte und Gemeinden

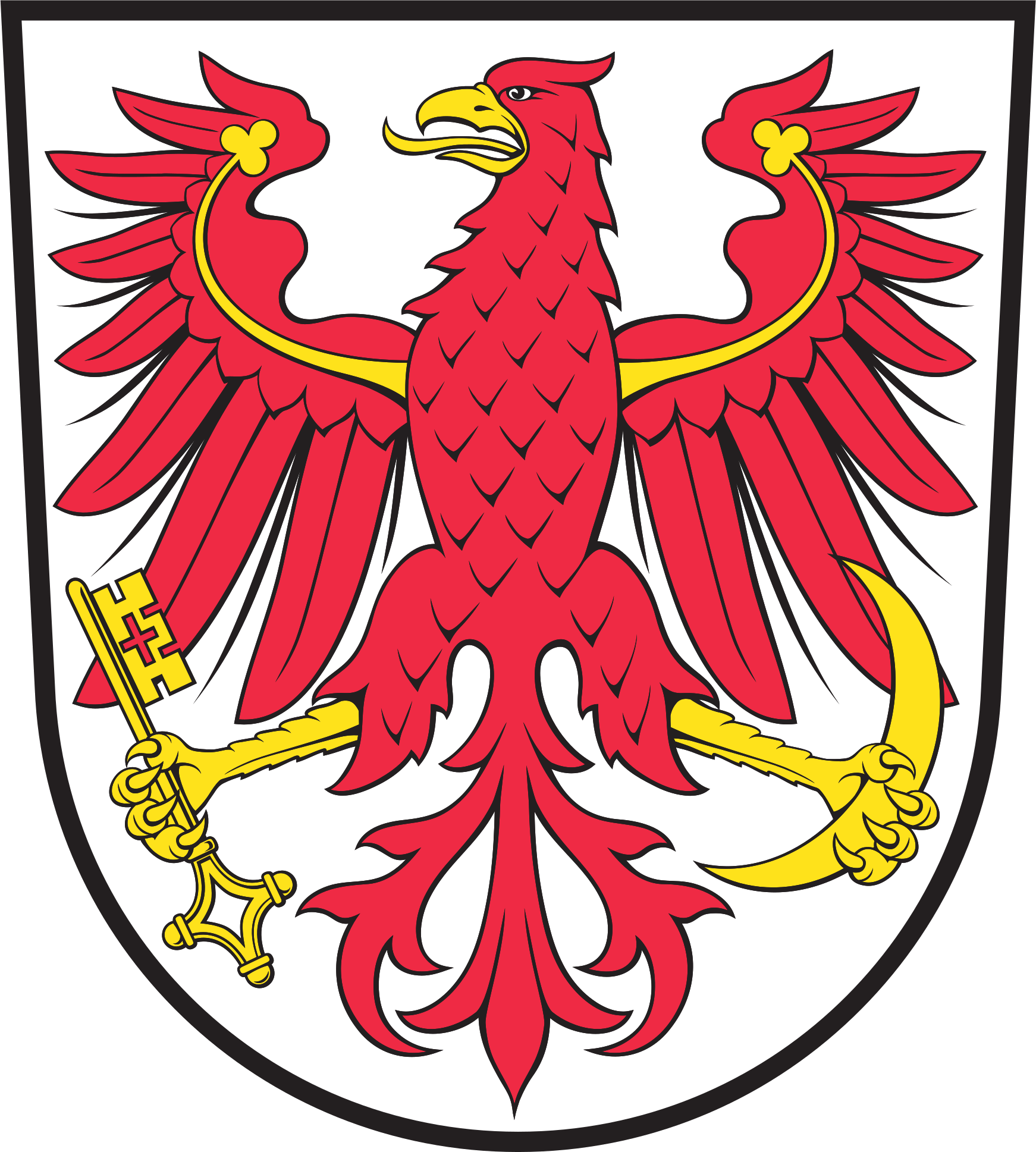
Stadt Beelitz Ortsteil Beelitz-Heilstätten
- Gemeinde Groß Kreutz (Havel)
Ortsteil Bochow

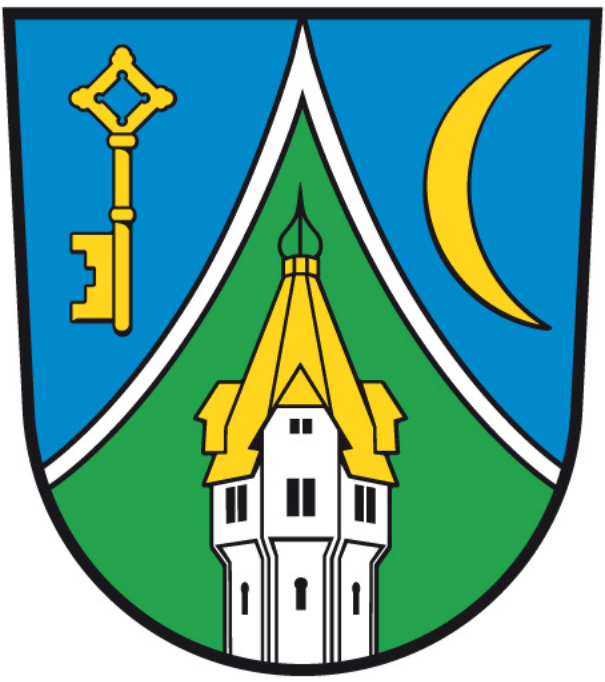
Stadt Beelitz
Ortsteil Buchholz[17]
- Stadt Beelitz
Ortsteil Busendorf
- Gemeinde Schwielowsee
Ortsteil Caputh
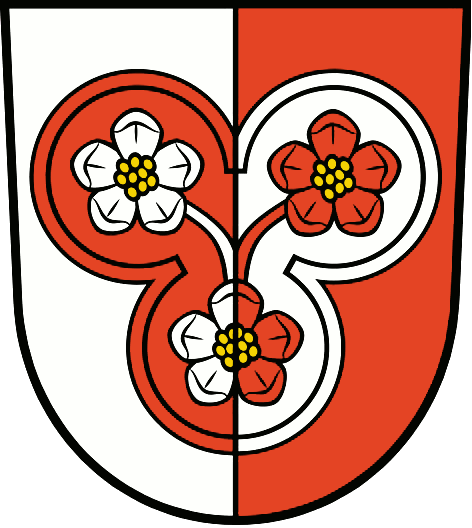
Gemeinde Groß Kreutz (Havel) Ortsteil Deetz
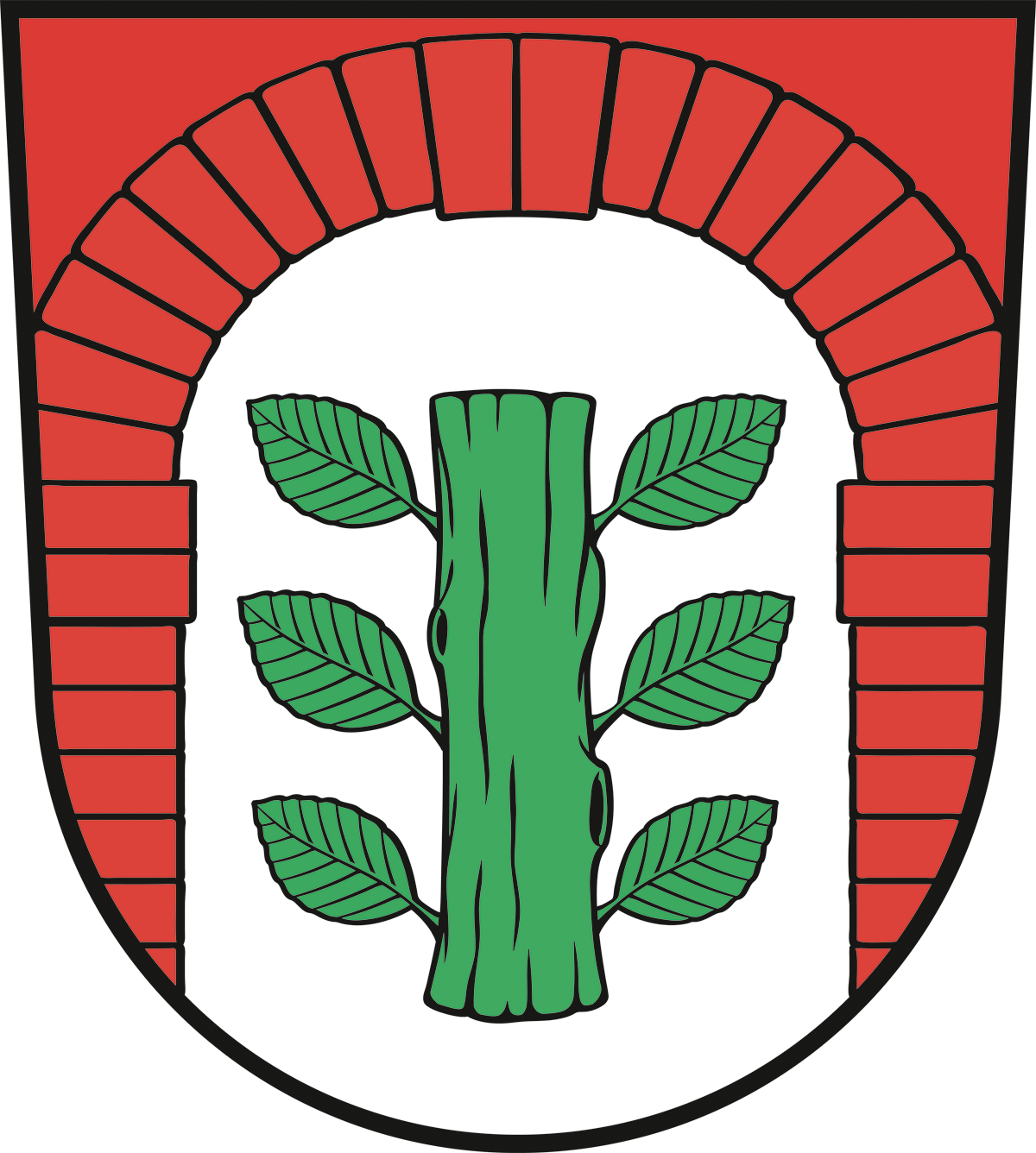
Stadt Beelitz Ortsteil Elsholz
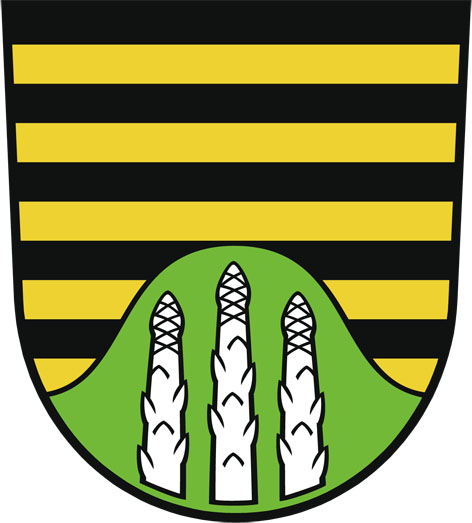
Stadt Beelitz Ortsteil Fichtenwalde
Gemeinde Schwielowsee Ortsteil Caputh
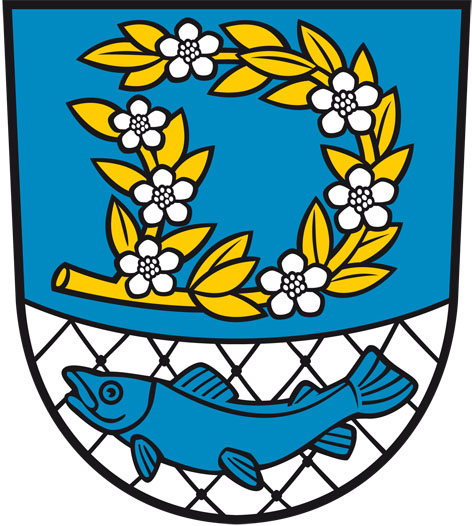
Gemeinde Groß Kreutz (Havel) Ortsteil Deetz
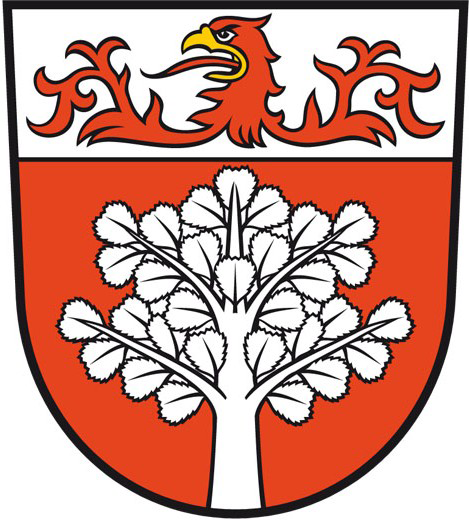
Stadt Beelitz Ortsteil Elsholz
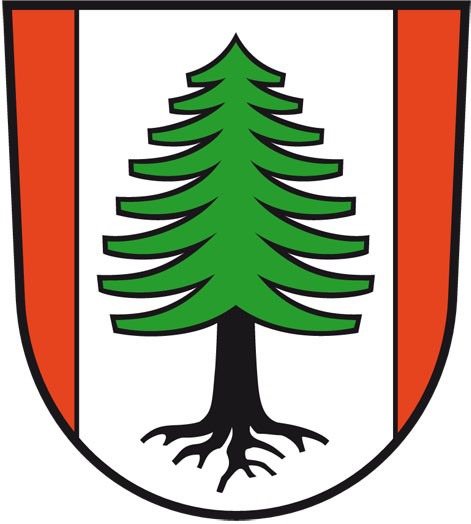
Stadt Beelitz Ortsteil Fichtenwalde
Stadt Bad Belzig Ortsteil Fredersdorf
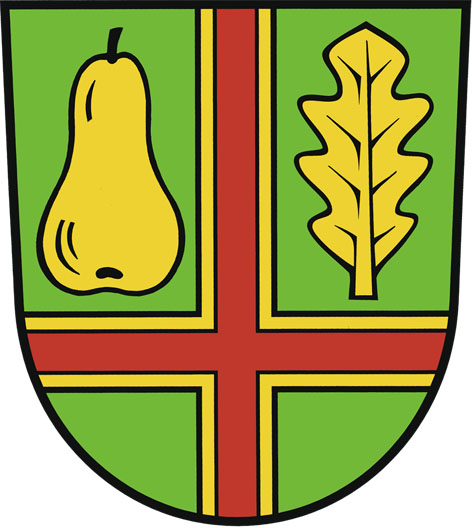
Gemeinde Groß Kreutz (Havel) Ortsteil Groß Kreutz
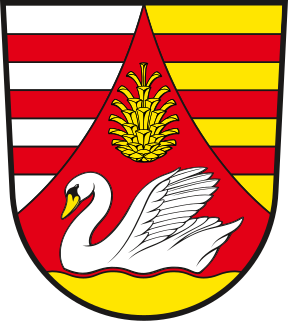
Gemeinde Stahnsdorf Ortsteil Güterfelde
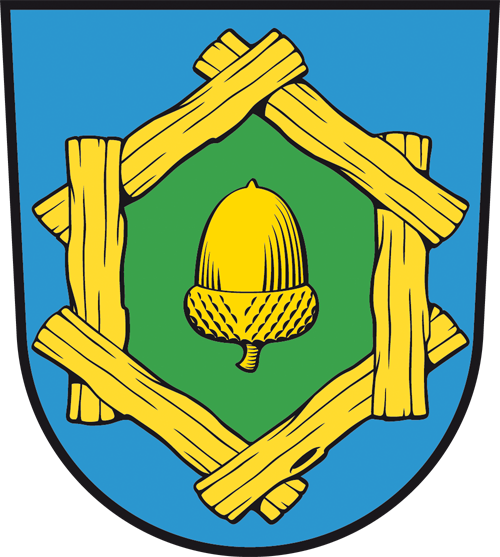
Stadt Beelitz Ortsteil Körzin
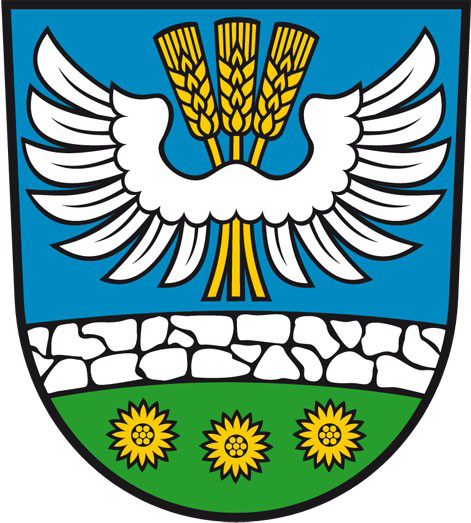
Gemeinde Groß Kreutz (Havel) Ortsteil Krielow
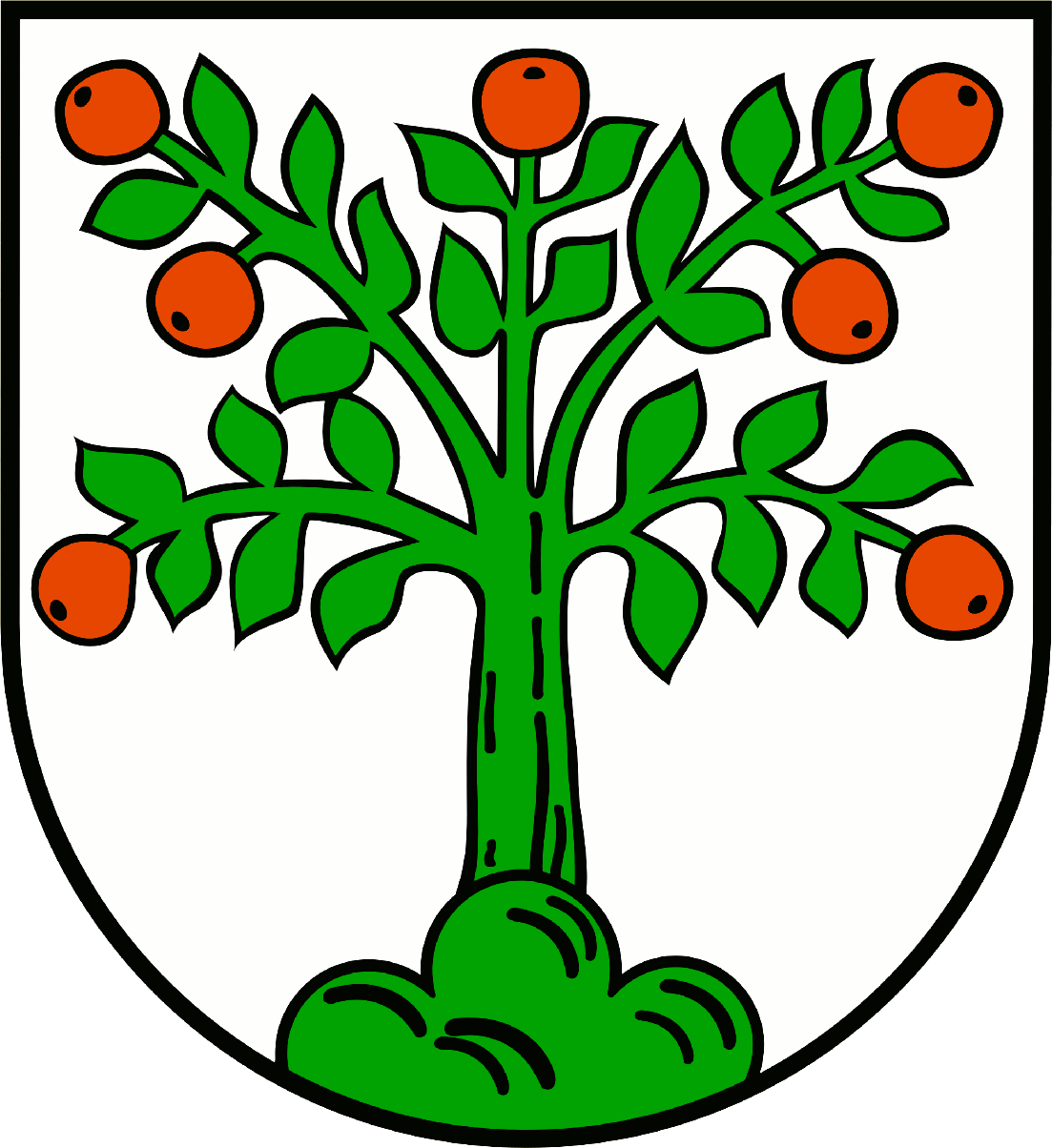
Gemeinde Michendorf Ortsteil Michendorf
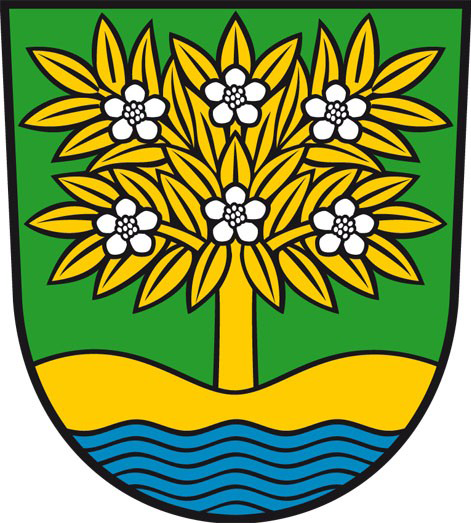
Stadt Werder (Havel) Ortsteil Phöben
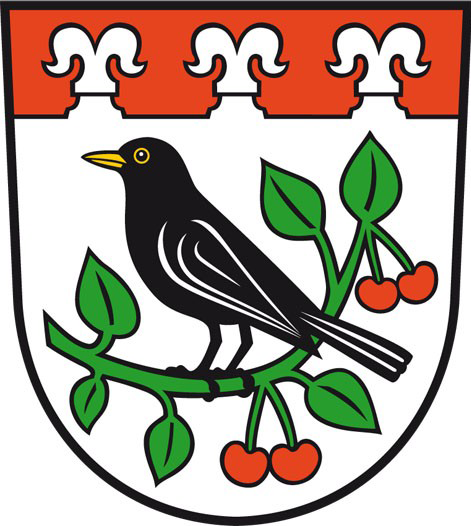
Stadt Werder (Havel) Ortsteil Plötzin
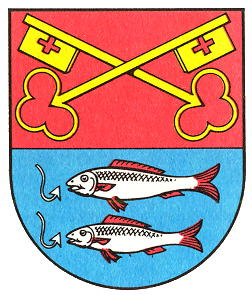
Stadt Havelsee Ortsteil Pritzerbe
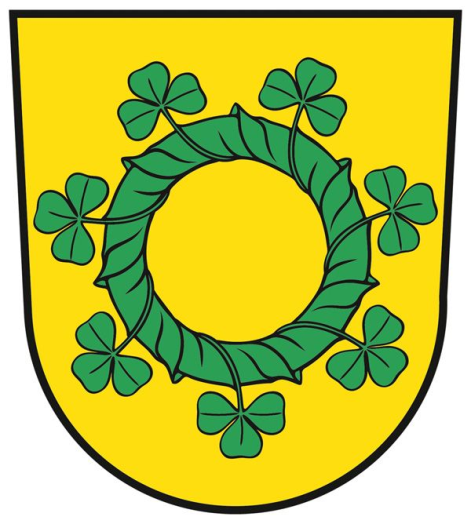
Stadt Beelitz Ortsteil Reesdorf
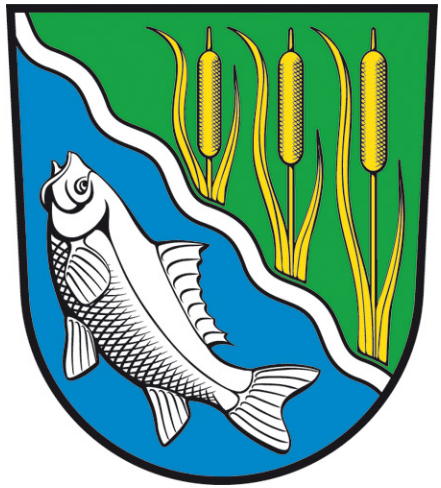
Stadt Beelitz Ortsteil Rieben
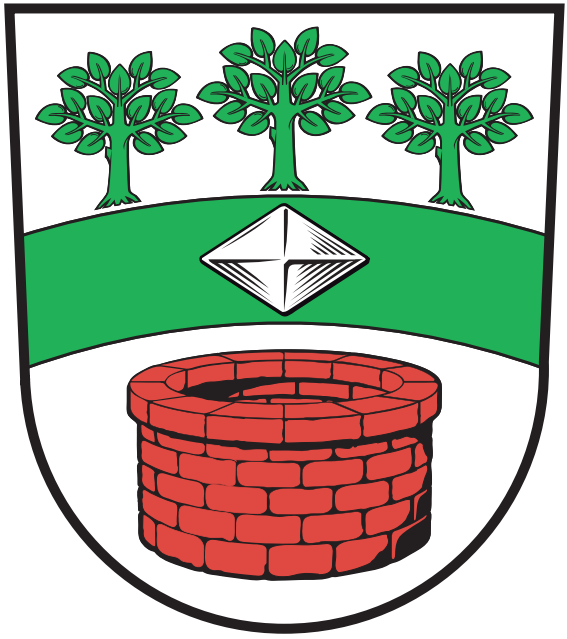
Stadt Beelitz Ortsteil Salzbrunn
Stadt Beelitz Ortsteil Schäpe
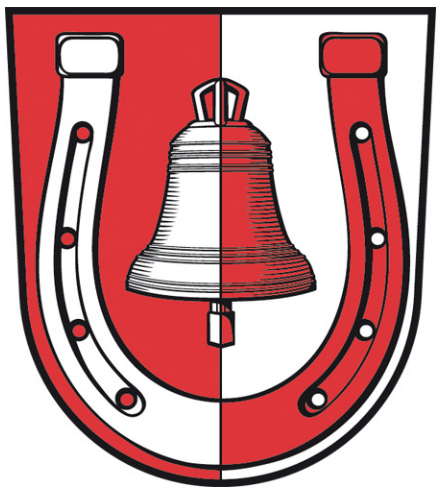
Stadt Beelitz Ortsteil Schlunkendorf
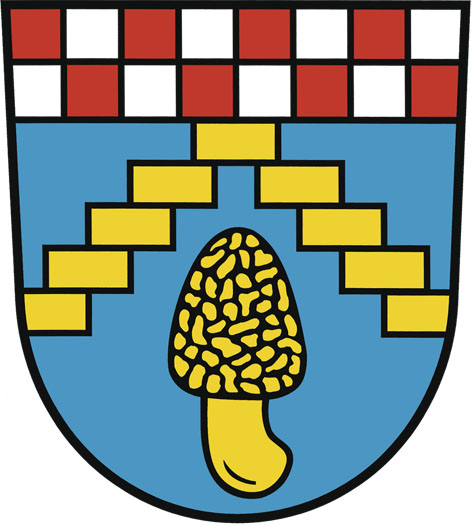
Gemeinde Groß Kreutz (Havel) Ortsteil Schmergow
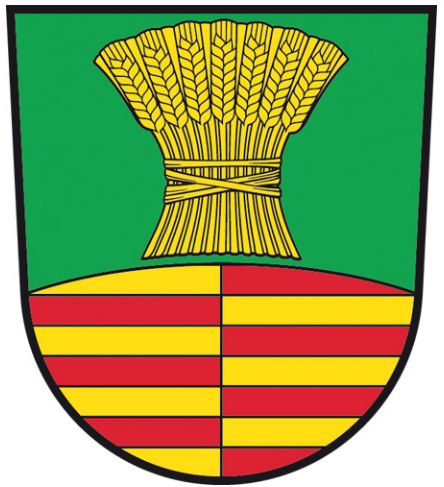
Stadt Beelitz Ortsteil Schönefeld
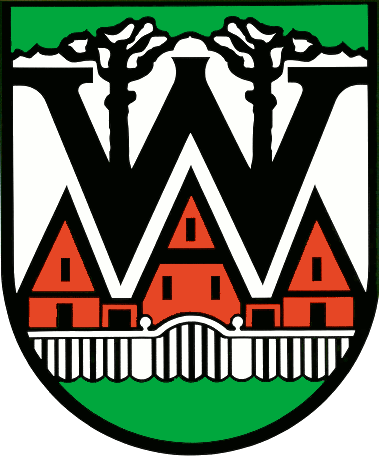
Gemeinde Michendorf Ortsteil Wilhelmshorst
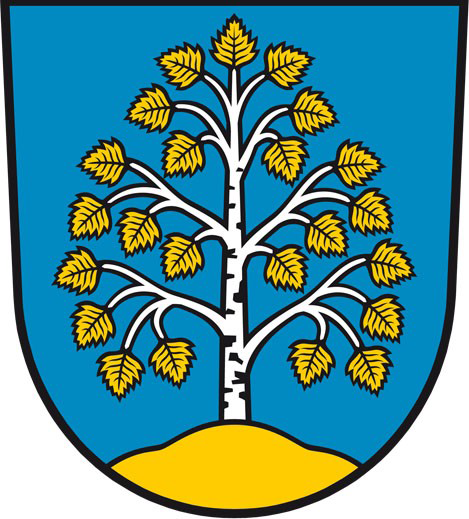
Stadt Beelitz Ortsteil Wittbrietzen
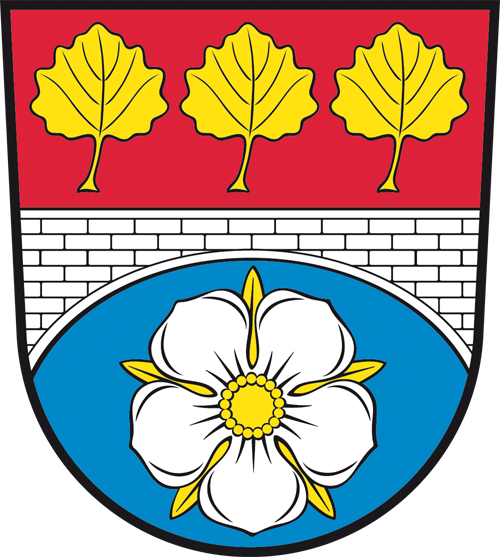
Stadt Beelitz Ortsteil Zauchwitz
Stadt Bad Belzig Ortsteil Fredersdorf[18]
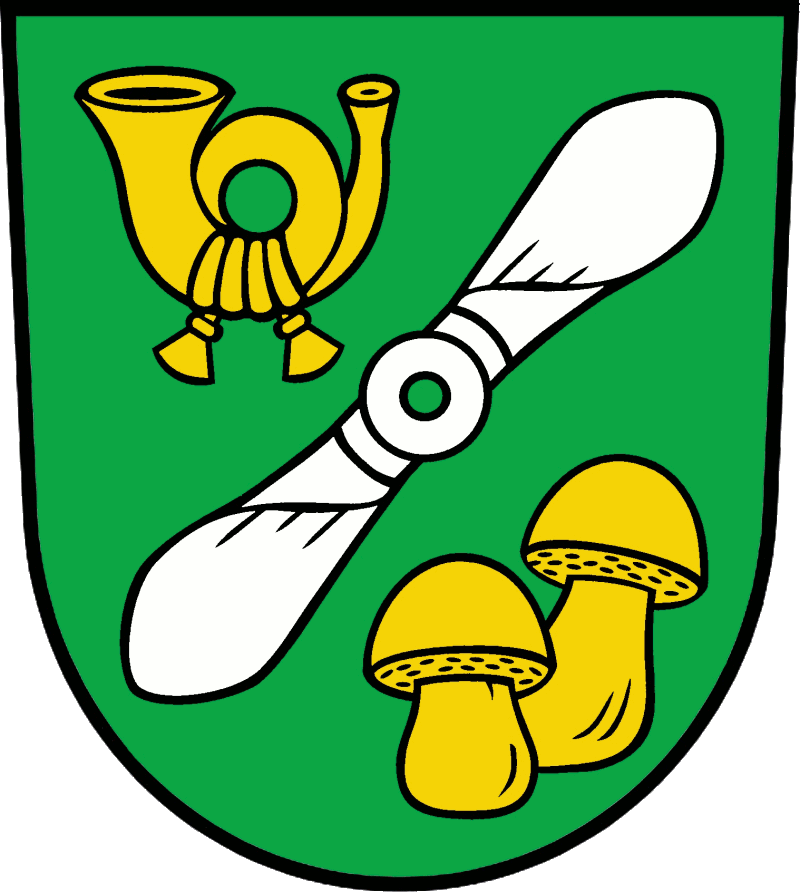
Gemeinde Groß Kreutz (Havel)
Ortsteil Groß Kreutz
- Gemeinde Stahnsdorf
Ortsteil Güterfelde[19]
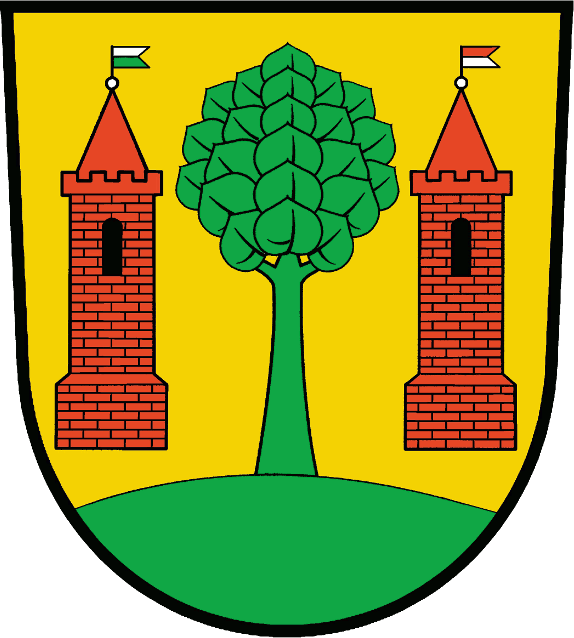
Stadt Beelitz
Ortsteil Körzin[20]
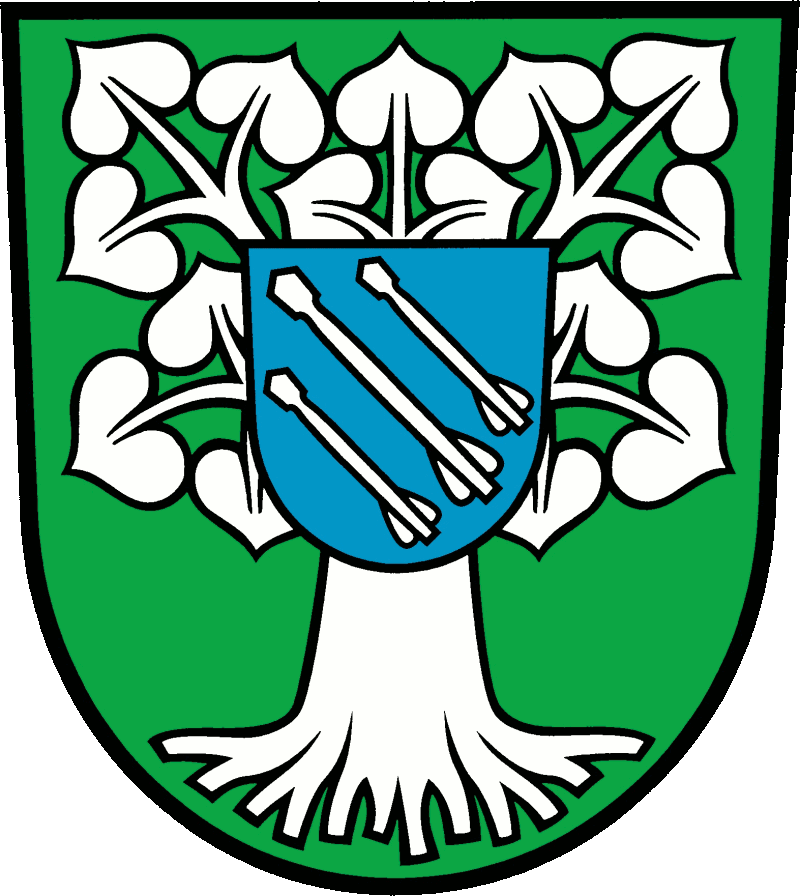
Gemeinde Groß Kreutz (Havel)
Ortsteil Krielow
Gemeinde Michendorf
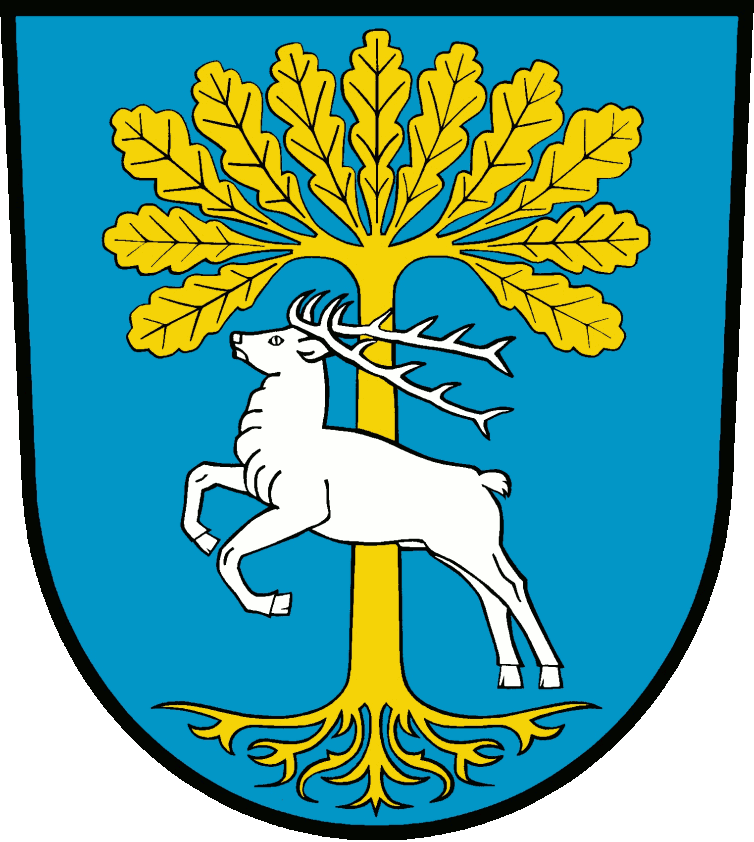
Gemeinde Kloster Lehnin
Ortsteil Michendorf
- Stadt Werder (Havel)
Ortsteil Phöben
- Stadt Werder (Havel)
Ortsteil Plötzin
- Stadt Havelsee
Ortsteil Pritzerbe
- Stadt Beelitz
Ortsteil Reesdorf[21]
- Stadt Beelitz
Ortsteil Rieben[22]
- Stadt Beelitz
Ortsteil Salzbrunn[23]
- Stadt Beelitz
Ortsteil Schäpe[24]
- Stadt Beelitz
Ortsteil Schlunkendorf[25]
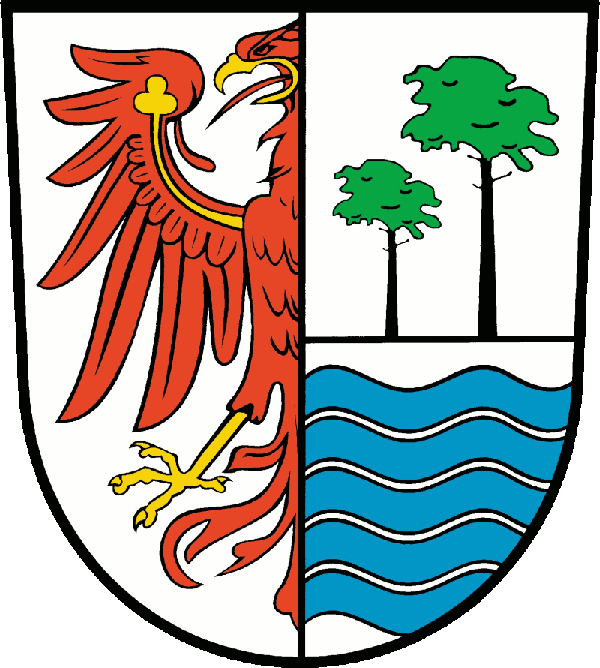
Gemeinde Groß Kreutz (Havel)
Ortsteil Schmergow
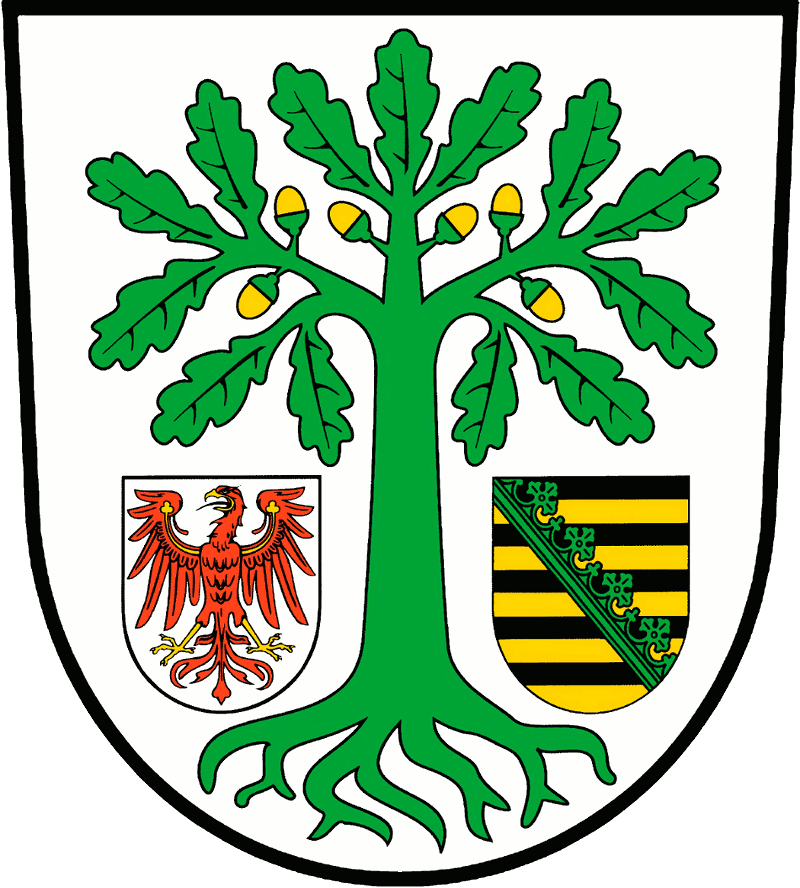
Stadt Beelitz
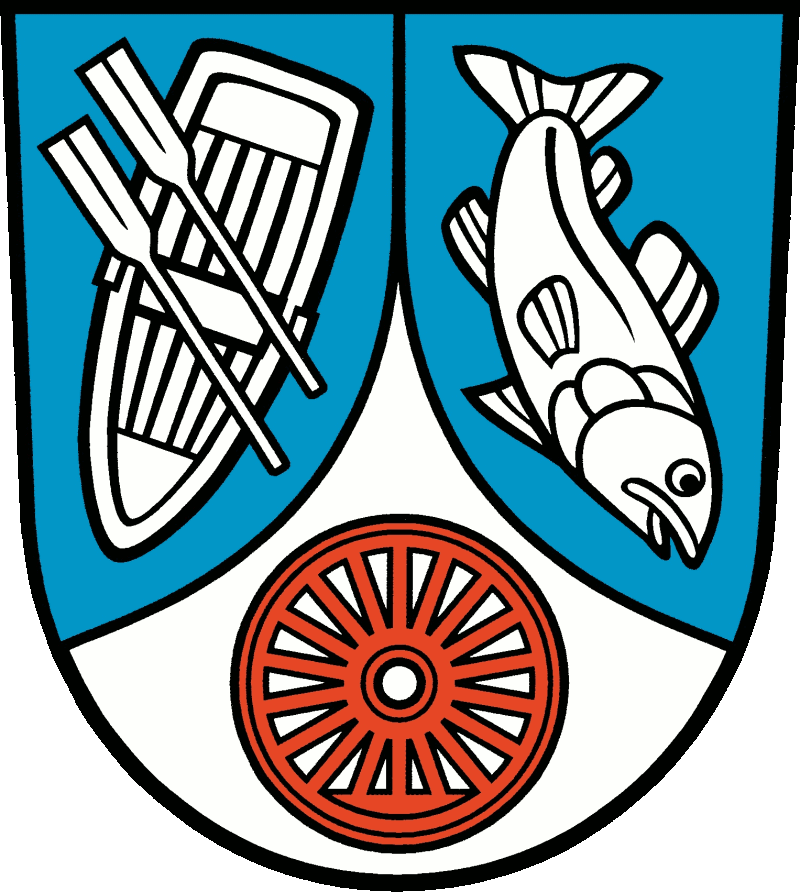
Gemeinde Seddiner See
Ortsteil Schönefeld[26]
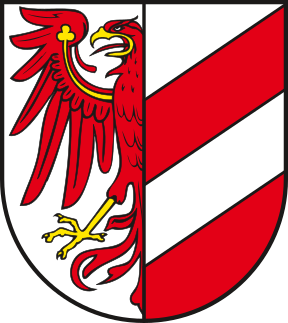
Gemeinde Michendorf Ortsteil Wilhelmshorst
Stadt Beelitz
Ortsteil Wittbrietzen
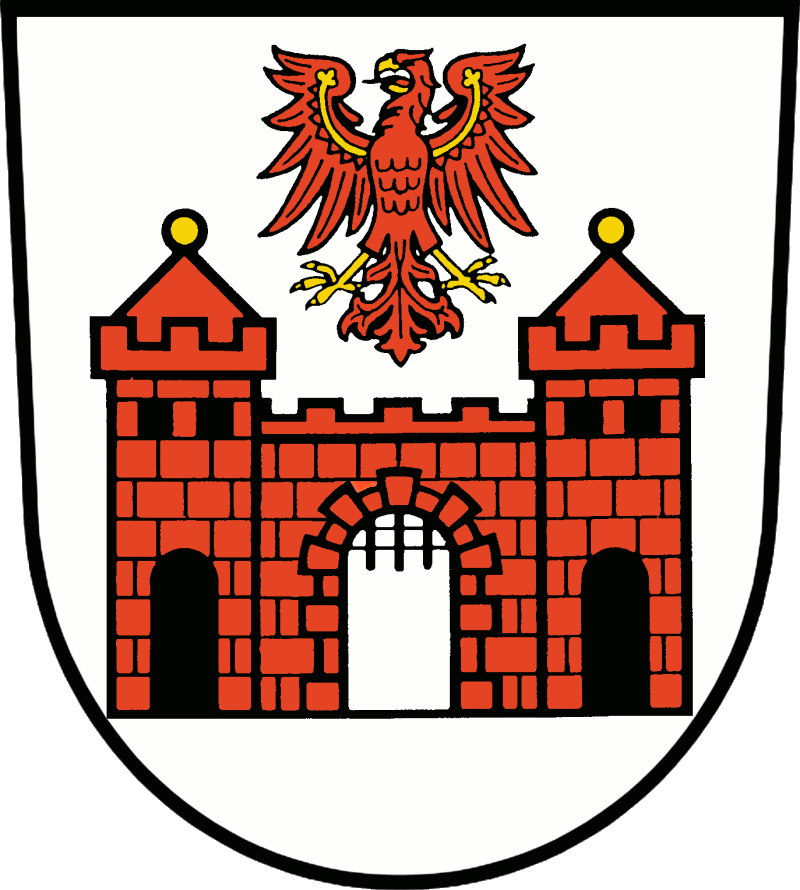
Stadt Beelitz
Stadt Werder (Havel)
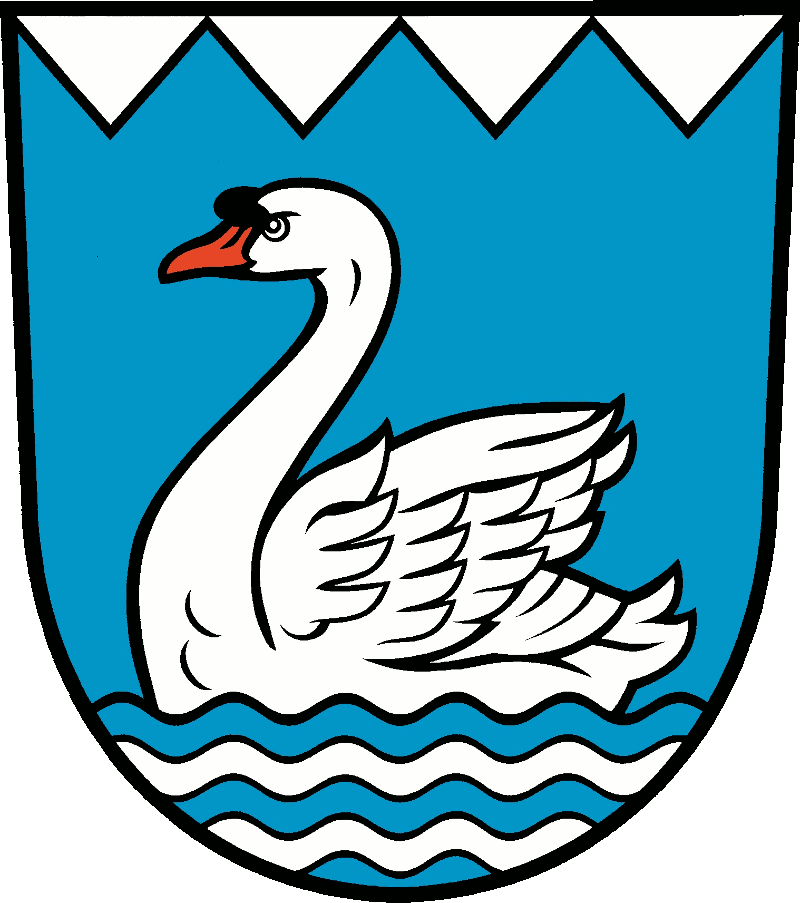
Gemeinde Wusterwitz
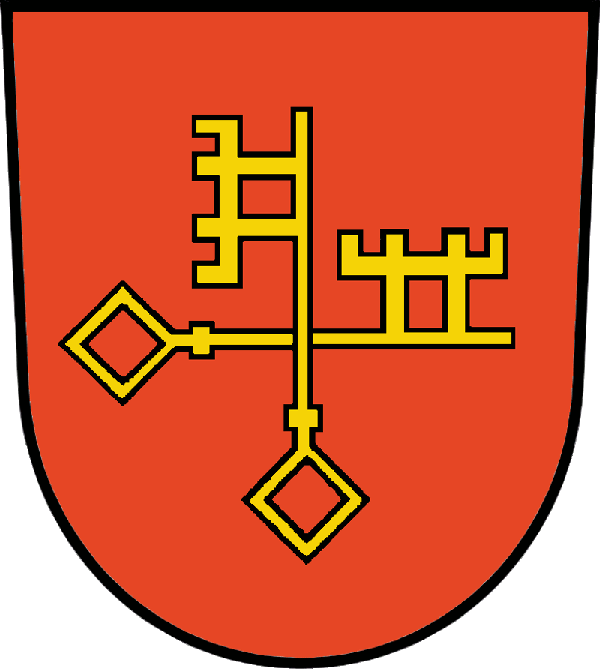
Stadt Ziesar
Ortsteil Zauchwitz[27]

## Blasonierungen
1. ↑  Landkreiswappen: „Geviert; Feld 1: in Silber ein gold-bewehrter roter Adler, Feld 2: in Schwarz ein schräglinker goldener Eichenzweig mit drei Blättern, Feld 3: neunfach von Schwarz und Gold geteilt, Feld 4: in Silber zwei gekreuzte rote Schlüssel.“
2. ↑  Beelitz: „In Silber ein gold-bewehrter und mit goldenen Kleestengeln auf den Saxen belegter roter Adler, in seinen Fängen rechts ein goldener Schlüssel und links ein goldener Halbmond.“
3. ↑  Bad Belzig: „In Blau ein silberner, runder Turm mit zwei Zinnenkränzen, zwischen denen ein schwarzes Kreuz sichtbar ist, mit einer goldbeknauften grünen Kuppel und mit einer offenen Pforte rechts unten. Davon rechts gelehnt ein neunfach schwarz-golden geteilter und mit grünem Rautenkranz schrägrechts belegter Schild.“
4. ↑  Borkheide: „In Grün ein schräglinker silberner Propeller, begleitet oben von einem goldenen Posthorn und unten von zwei goldenen Pilzen.“
5. ↑  Görzke: „In Grün eine bewurzelte silberne Linde überdeckt von einem blauen Herzschild, belegt mit drei schrägrechten silbernen Bolzenpfeilen (Familienwappen von Schierstedt).“
6. ↑  Kleinmachnow: „Geteilt von Blau und Silber, oben ein silbernes rotbedachtes Schleusengebäude mit drei schwarzen Schleusentoren, das mittlere aufgezogen; unten drei schwarze Mauerhaken, der linke gegengewendet.“
7. ↑  Kloster Lehnin: „In Blau eine bewurzelte elfblättrige goldene Eiche überdeckt von einem springenden silbernen Hirsch.“
8. ↑  Michendorf: „In Silber gespalten und geteilt; vorn im Spalt ein halber brandenburgischer goldenbewehrter und rotgezungter roter Adler mit goldenem Kleestengel auf dem Flügel; hinten oben zwei ungleich hohe, wachsende grüne Kiefern mit schwarzen Stämmen; hinten unten fünf eng gesetzte blaue Wellenbalken.“
9. ↑  Niemegk: „In Silber auf grünem Boden ein natürlicher Eichbaum, begleitet vorn von einem sächsischen Wappen und hinten von einer gestürzten Eichel mit zwei Blättern.“
10. ↑  Seddiner See: „In Blau eine eingebogene Spitze, darin ein rotes Speichenrad, begleitet nach der Teilung rechts von einem gestürzten silbernen Boot in Draufsicht, überdeckt von zwei schrägrechten silbernen Rudern, und links von einem gestürzten silbernen Fisch.“
11. ↑  Stahnsdorf: „Gespalten in Silber, vorn am Spalt ein halber goldbewehrter mit einem goldenen Kleestengel belegter roter Adler; hinten zwei voneinander getrennte rote Schräglinksbalken.“
12. ↑  Teltow: „In Rot zwischen zwei silbernen Eichenzweigen mit je zwei Blättern und fünf Früchten und überhöht von einem mehrstrahligen silbernen Stern ein silberner Dreiecksschild mit einem goldbewehrten roten Adler.“
13. ↑  Treuenbrietzen: „In Silber ein zweitürmiges und gequadertes rotes Stadttor. Der Mittelbau zeigt ein geöffnetes Tor mit hochgezogenem schwarzen Fallgatter. Die spitzbedachten, goldbeknauften Türme sind mit je einem kleinen Tor und zwei Fenstern in Schwarz versehen. Über dem Stadttor schwebt ein roter, goldbewehrter mit goldenen Kleestengeln belegter Adler.“
14. ↑  Werder (Havel): „In Silber gespalten; vorn am Spalt ein roter goldbewehrter halber Adler; hinten pfahlweise drei grüne Kleeblätter.“
15. ↑  Ziesar: „In Rot zwei gekreuzte, goldene Schlüssel, der Bart des stehenden nach rechts, der des linkshin liegenden nach oben gewendet.“
16. ↑  Beelitz-Heilstätten: „In Blau eine vorne von einem gestürzten goldenen Schlüssel, Bart nach aussen, und hinten von einer links gewendeten goldenen Mondsichel begleitete, silbern-bordierte eingebogene grüne Spitze. Darin ein aus dem unteren Schildrand hervorkommender achteckiger silberner Wasserturm mit allseits schwarz-gefenstertem Turmaufsatz mit drei Erkern und goldenem Spitzdach mit zwiebelförmig gefensterter schwarzer Turmspitze.“
17. ↑  Buchholz: „In Rot ein aus dem Schildfuß hervorkommender, an den Seiten anstoßender und oben bis in den Schildhaupt reichender Torbogen aus schwarz-gefugten Ziegelsteinen, mit silberner Toröffnung einen pfahlweise gestellten schwebenden grünen Ast mit beiderseits je drei schräg nach oben gerichteten grünen Buchenblättern umschließend.“
18. ↑  Fredersdorf: „Über silbernem Schildfuß mit einem vierblättrigen, bestielten, grünen Kleeblatt; in Rot ein silbernes Gebäude mit Mittelgiebel, darin über einer rundbogigen schwarzen Türe ein ebensolches Giebelfenster, aus dessen linker Stirnseite ein Stock mit silberner Kugel ragt, ist grün bedacht, darauf rechts eine silberne Kugel mit Spitze, dahinter links ein silberner Kirchturm mit eingeknicktem Spitzdach und Knauf.“
19. ↑  Güterfelde: „Im durch eine eingebogene rote Spitze, darin unter einem goldenen Kiefernzapfen ein auf einem goldenen Wellenschildfuß schwimmender golden-bewehrter silberner Schwan, silbern-golden gespaltenen Schild, vorn und hinten drei rote Balken.“
20. ↑  Körzin: „In Blau ein auf der Spitze stehendes Sechseck, gebildet aus verschränkten goldenen Baumstämmen, darin in Grün eine goldene Eichel.“
21. ↑  Reesdorf: „In Gold ein von einem Band schrägumwundener grüner Kranz, aus dem sieben gestielte dreiblättrige grüne Kleeblätter von innen nach außen hervorkommen.“
22. ↑  Rieben: „Im von Grün über Blau durch eine silberne Wellenleiste schräg-geteilten Schild, oben drei beblätterte goldene Schilfkolben, unten ein aufwärts gestellter Fisch.“
23. ↑  Salzbrunn: „In Silber ein nach oben gebogener grüner Balken, belegt mit einem silbernen Salzkristall, begleitet oben von drei bewurzelten grünen Bäumen, unten von einem gemauerten runden roten Brunnen.“
24. ↑  Schäpe: „In Rot vorn eine silberne Figur, bestehend aus vier oben und unten anstoßenden, in der Mitte kreisförmig verflochtenen Stäben, die beiden äußeren in der Mitte jeweils nach innen rund ausgebogen, die beiden inneren kreuzen sich von oben bzw. unten her bogenförmig in der Mitte, sind am Rand der Figur nach oben bzw. unten abgeknickt und halbkreisförmig verbunden, sodass zwei schrägaufwärts bzw. schrägabwärts geschrägte mandelförmige Schlingen entstehen, hinten ein steigendes silbernes Pferd.“
25. ↑  Schlunkendorf: „Im rot-silbern gespaltenen Schild ein nach oben offenes Hufeisen, eine Glocke mit Klöppel umschliessend, alles in verwechselten Farben.“
26. ↑  Schönefeld: „Im erniedrigt abgeflachten, bogenförmig nach oben geteilten Schild, oben in grün eine goldene Korngarbe, unten gold-rot gespalten und 7 mal geteilt.“
27. ↑  Zauchwitz: „Von Rot über Blau durch eine einbogige gemauerte silberne Brücke geteilt, begleitet oben von drei goldenen Pappelblättern, unten von einer golden-bebutzten silbernen Rose mit goldenen Kelchblättern.“